# كسينيا بيرفاك
كسينيا بيرفاك (الروسية: Ксения Первак) مواليد 27 مايو 1991 في تشيليابنسك، الجمهورية الروسية السوفيتية الاتحادية الاشتراكية، الاتحاد السوفيتي، هي لاعبة كرة مضرب كازاخستانية سابقة بدأت مسيرتها كمحترفة سنة 2005 وكانت تلعب باليد اليسرى، اعتزلت اللعب في 2015. كما أنها إحدى بطلات الجراند سلام. أعلى تصنيف لها في الفردي كان 37. أعلى تصنيف لها في الزوجي كان 123.

## الخط الزمني للأداء
مفتاح
| ف | ن | ن.ن | ر.ن | د# | د.م | ل | أ.أ | ت | غ | ب | ف | ذ | م.خ | ل.ت |

(ف) فاز بالبطولة (ن) وصل النهائي (ن.ن) نصف النهائي (ر.ن) ربع النهائي (د#) الأدوار الأربعة الأولى (د.م) دور المجموعات (ل) شارك في كأس ديفيز (أ.أ) خرج من الأدوار الاولى (ت) خسر التصفيات التأهيلية (غ) غاب عن الحدث أو البطولة (ب) حصل على ميدالية برونزية (ف) حصل على ميدالية فضية (ذ) حصل على ميدالية ذهبية (م.خ) بطولة الماسترز خُفضت إلى مرتبة أقل (ل.ت) البطولة لم تعقد في السنة المعينة.
لتجنب الارتباك وازدواجية الحساب، يتم تحديث هذه المعلومات إما في نهاية البطولة، أو عندما تكون مشاركة اللاعب في البطولة قد انتهت.

### الفردي
| الدورة            | 2009 | 2010 | 2011 | 2012 | 2013 | 2014 | 2015 | ف-خ  |
| ----------------- | ---- | ---- | ---- | ---- | ---- | ---- | ---- | ---- |
| أستراليا المفتوحة | ت1   | ت3   | د1   | د1   | د2   | غ    | غ    | 1–3  |
| فرنسا المفتوحة    | غ    | د1   | د1   | د1   | غ    | د1   | غ    | 0–4  |
| بطولة ويمبلدون    | غ    | ت2   | د4   | د1   | غ    | ت1   | غ    | 3–2  |
| أمريكا المفتوحة   | غ    | د1   | د1   | د1   | ت3   | د1   | ت1   | 0–4  |
| فوز-خسارة         | 0–0  | 0–2  | 3–4  | 0–4  | 1–1  | 0–2  | 0–0  | 4–13 |

## روابط خارجية
- كسينيا بيرفاك على موقع رابطة محترفات التنس (الإنجليزية)
- كسينيا بيرفاك على موقع الاتحاد الدولي لكرة المضرب (الإنجليزية)
- كسينيا بيرفاك على موقع كأس بيلي جين كينغ (الإنجليزية)
- كسينيا بيرفاك على موقع خلاصة التنس.كوم (الإنجليزية)
- كسينيا بيرفاك على موقع إي إس بي إن.كوم (الإنجليزية)